# 루피타 토바르

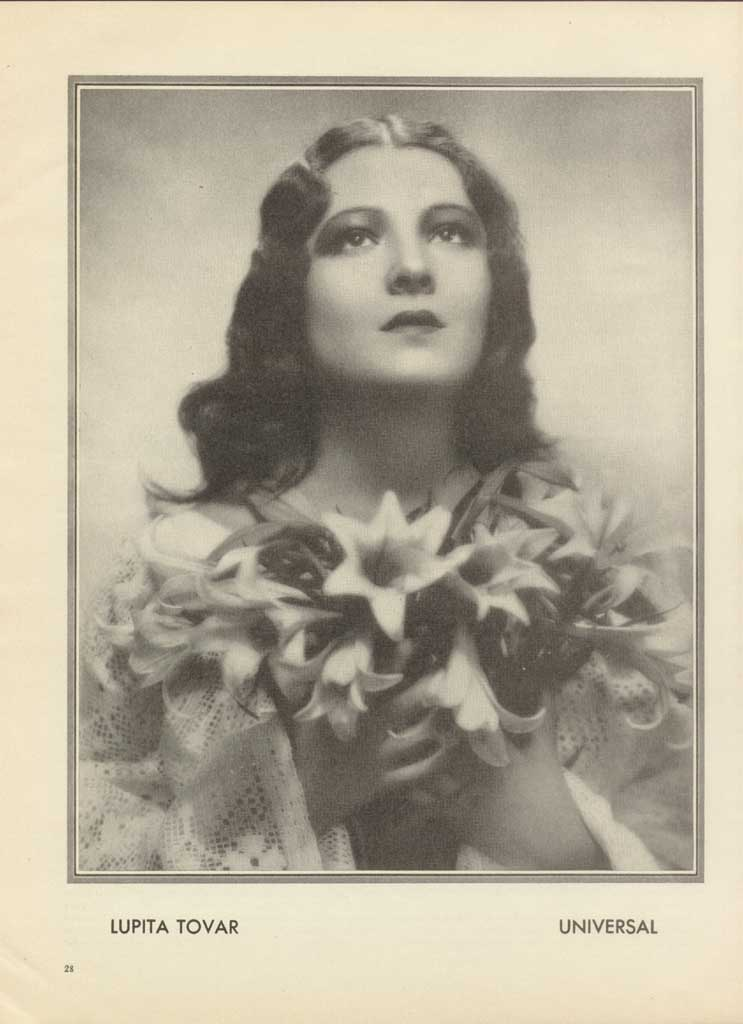
루피타 토바르 (1931년)

루피타 토바르(영어: Lupita Tovar, 1910년 7월 27일 ~ 2016년 11월 12일)는 멕시코의 배우, 영화배우, 텔레비전 배우이다.
오아하카에서 태어났으며 로스앤젤레스에서 사망하였다. 사인은 심혈관계 질환이다.

## 출연 작품

### 영화
- 서부의 사나이 (1940년)
- 로즈 호바트 (1936년)
- 드라큐라 (1931년)

## 같이 보기
- 멕시코 영화